# سباستین جیمی
سباستین جیمی (انگلیسی: Sebastián Jaime؛ زادهٔ ۳۰ ژانویهٔ ۱۹۸۷) بازیکن فوتبال اهل آرژانتین است.
از باشگاه‌هایی که در آن بازی کرده‌است می‌توان به رئال سالت لیک و باشگاه فوتبال آرژانتینوس جونیورز اشاره کرد.